# 孤竹营子乡
孤竹营子乡，是中华人民共和国辽宁省葫芦岛市连山区下辖的一个乡镇级行政单位。

## 行政区划
孤竹营子乡下辖以下地区：
孤竹营子村、史家沟村、三道沟村、候家仗子村和大门家沟村。